# 岡松忠
岡松 忠（おかまつ ただし、1961年7月10日 - ）は、日本のオートレース選手。福岡県出身。17期、山陽オートレース場所属。

## 選手データ
- プロフィール
  - 選手登録 1982年5月30日
  - 身長　158.5cm
  - 体重　58.2kg
  - 血液型　B型
  - 趣味　魚釣り

- 戦歴 
  - 通算優勝回数:49回
  - グレードレース(SG,GI,GII)優勝回数:9回
  - 全国区レース優勝回数、SG優勝回数:なし
  - GI優勝回数:6回
  - GII優勝回数:3回

- 受賞歴
  - オートレース表彰選手
    - 優秀選手賞:1回
    - 通算勝利記録選手賞（通算1着回数1,000回達成）

## 略歴
- 1989年
  - GI・第24回スピード王決定戦（山陽オートレース場）優勝。
- 1990年
  - GII・秋のスピード王決定戦（飯塚オートレース場）優勝。
- 1991年
  - GI・春のスピード王決定戦（伊勢崎オートレース場）優勝。
- 1994年
  - GI・開場記念山陽グランプリ（山陽オートレース場）優勝。
  - GI・第29回スピード王決定戦（山陽オートレース場）優勝。
- 1995年
  - 9月27日、GI・全国地区対抗戦（浜松オートレース場）優勝。この年、優秀選手賞受賞。
- 1996年
  - GII・九スポ杯争奪山陽王座決定戦（山陽オートレース場）優勝。
- 1998年
  - 3月12日、GI・開設記念グランプリレース（川口オートレース場）優勝。
- 2000年
  - GII・スポニチ杯争奪選抜地区対抗戦（山陽オートレース場）優勝。
- 2022年
  - 2月10日、通算1000勝達成。

## 無冠の帝王
岡松はこれまで通算優勝回数49回のうち、GIを6回、GIIを3回と制覇しているが、最高ランクのSGは未だに制覇していない。そのため、オートレース界では無冠の帝王の代名詞として称されている。